# مونتروز (آلاباما)
مونتروز (به انگلیسی: Montrose) یک منطقهٔ مسکونی در ایالات متحده آمریکا است که در شهرستان بالدوین، آلاباما واقع شده‌است. مونتروز ۳۱٫۰۹ متر بالاتر از سطح دریا واقع شده‌است.